# Chessel
Chessel ist eine politische Gemeinde im Distrikt Aigle des Kantons Waadt in der Schweiz.

## Geographie
Chessel liegt auf 379 m ü. M., 7 km nordwestlich des Bezirkshauptortes Aigle (Luftlinie). Das Bauerndorf erstreckt sich in der Rhôneebene, östlich der kanalisierten Rhone, am Ostfuss des Grammont.
Die Fläche des 3,6 km² grossen Gemeindegebiets umfasst einen Abschnitt der Ebene im unteren Rhônetal. Die westliche Grenze verläuft entlang der Rhône. Von hier erstreckt sich das Gemeindegebiet ostwärts über die Ebene bis jenseits des Grand Canal. Die höchste Erhebung erreicht nur gerade 381 m ü. M. Von der Gemeindefläche entfielen 1997 10 % auf Siedlungen, 24 % auf Wald und Gehölze, 61 % auf Landwirtschaft und etwas mehr als 5 % war unproduktives Land.
Zu Chessel gehören die Siedlung La Combette (380 m ü. M.) östlich des Grand Canal und einige wenige Einzelhöfe. Nachbargemeinden von Chessel sind Noville, Roche und Yvorne im Kanton Waadt sowie Vouvry und Port-Valais im Kanton Wallis.

## Bevölkerung
Mit 521 Einwohnern (Stand 31. Dezember 2023) gehört Chessel zu den kleinen Gemeinden des Kantons Waadt. Von den Bewohnern sind 90,8 % französischsprachig, 2,2 % englischsprachig und 1,6 % portugiesischsprachig (Stand 2000). Die Bevölkerungszahl von Chessel belief sich 1850 auf 132 Einwohner, 1900 auf 167 Einwohner. Danach blieb sie bis 1980 (191 Einwohner) ziemlich konstant. Erst seither wurde ein starkes Bevölkerungswachstum verzeichnet.

## Wirtschaft
Chessel war bis in die zweite Hälfte des 20. Jahrhunderts ein vorwiegend durch die Landwirtschaft geprägtes Dorf. Noch heute haben der Ackerbau und der Obstbau in der Rhôneebene einen wichtigen Stellenwert in der Erwerbsstruktur der Bevölkerung. Weitere Arbeitsplätze sind im lokalen Kleingewerbe (Bauunternehmen) und im Dienstleistungssektor vorhanden. Die Gemeinde verfügt über einen Campingplatz. In den letzten Jahrzehnten hat sich das Dorf zu einer Wohngemeinde entwickelt. Zahlreiche Erwerbstätige sind Wegpendler, die hauptsächlich in der Region Vevey-Montreux arbeiten.

## Verkehr
Die Gemeinde ist verkehrstechnisch gut erschlossen. Sie liegt an der Verbindungsstrasse, die von Villeneuve nach Vouvry führt. Bei Chessel befindet sich seit 1839 die letzte Strassenbrücke über die Rhône vor der Mündung in den Genfersee (vorher gab es Fährbetrieb). Der nächste Autobahnanschluss an die 1970 eröffnete A9 (Lausanne-Sion) ist rund 7 km vom Ortskern entfernt. Durch einen Postautokurs, der von Villeneuve nach Vouvry verkehrt, ist Chessel an das Netz des öffentlichen Verkehrs angeschlossen.

## Geschichte
Wahrscheinlich befand sich bereits eine römische Siedlung an der Stelle des heutigen Dorfes. Die erste urkundliche Erwähnung des Ortes erfolgte 1312 unter dem Namen Chessez. Später erschienen die Bezeichnungen Chessey (1364), Chassey (1403) und Chosel (1428). Der Ortsname leitet sich vermutlich vom römischen Geschlechtsnamen Cassius ab.
Seit dem 12. Jahrhundert war das Gebiet von Chessel im Besitz der Grafen von Savoyen und gehörte zur Kastlanei Chillon. Mit der Eroberung der Herrschaft Aigle durch Bern im Jahr 1476 gelangte Chessel unter die Verwaltung des Gouvernements Aigle. Nach dem Zusammenbruch des Ancien Régime gehörte das Dorf von 1798 bis 1803 während der Helvetik zum Kanton Léman, der anschliessend mit der Inkraftsetzung der Mediationsverfassung im Kanton Waadt aufging. 1798 wurde es dem Bezirk Aigle zugeteilt.

## Wappen
Beschreibung: In Gold ein blauer Wellenbalken und im linken Ort ein mit den Spitzen nach außen zeigender blauer Halbmond.

## Sehenswürdigkeiten
Die Pfarrkirche Saint-Nicolas wurde im 10. Jahrhundert gegründet. Die heutige Kirche zeigt Bauteile aus der Romanik (Rundapsis und Schiff) sowie aus der Gotik (Kapelle und Turm). Fragmente von Wandmalereien aus dem 14. und 15. Jahrhundert sind erhalten.